# Port lotniczy Austin-Bergstrom
Port lotniczy Austin-Bergstrom (IATA: AUS, ICAO: KAUS) – port lotniczy położony 8 km na południowy wschód od Austin, w stanie Teksas, w Stanach Zjednoczonych.

## Linie lotnicze i połączenia
- Air Canada':' Toronto–Pearson
- Alaska Airlines: Seattle/Tacoma, Portland (Oregon)
- Allegiant Air':' Las Vegas, Memphis, Orlando/Sanford Sezonowo: Cincinnati/Północny Kentucky
- American Airlines: Chicago-O'Hare, Dallas/Fort Worth, Los Angeles, Miami, Nowy Jork-JFK
- American Airlines obsłuiwane przez American Eagle Airlines: Chicago-O'Hare
- British Airways':' Londyn–Heathrow
- Branson Air Express: Branson (Missouri)
- Condor Airlines': Sezonowo:' Frankfurt nad Menem[3]
- Delta Air Lines':' Atlanta, Minneapolis/St. Paul, Nowy Jork–JFK Sezonowo: Detroit, Salt Lake City
- Delta Connection: Detroit, Los Angeles, Minneapolis/St. Paul, Salt Lake City Sezonowo: Orlando
- Frontier Airlines':' Atlanta, Chicago–O'Hare, Denver, Las Vegas
- JetBlue Airways':' Boston, Fort Lauderdale, Long Beach, Nowy Jork-JFK, Orlando
- Norwegian Air Shuttle':' London Gatwick, Paris-CDG
- Southwest Airlines':' Atlanta, Baltimore, Chicago-Midway, Dallas-Love, Denver, El Paso, Fort Lauderdale, Harlingen, Houston–Hobby, Las Vegas, Los Angeles, Lubbock, Nashville, Newark, Oakland, Orange County (Kalifornia), Orlando, Phoenix, San Diego, San Jose (Kalifornia), Tampa, Waszyngton–National Sezonowo: Cancún, Portland (Oregon), San José del Cabo
- Texas Sky Airways: Dallas/Fort Worth, Victoria (Teksas)
- United Airlines':' Chicago–O'Hare, Denver, Houston–Intercontinental, Newark, Los Angeles, San Francisco Sezonowo: Cancún, San José del Cabo, Waszyngton–Dulles
- US Airways: Filadelfia, Phoenix Sezonowo: Charlotte
- US Airways Express: Charlotte, Phoenix
- Virgin America: Dallas–Love, San Francisco